# 여수 (별자리)

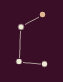
여(女)

여수(女宿) 또는 녀수는 동아시아의 별자리인 이십팔수의 하나이다. 북방현무 7수(宿) 중 세 번째에 해당된다.
서양 별자리의 물병자리의 일부에 해당된다.

## 여수에 속한 별자리
여수에 속한 별자리는 다음과 같다.
| 별자리   | 한자     | 별 개수 | 위치       |
| -------- | -------- | ------- | ---------- |
| 여, 수녀 | 女, 須女 | 4       | 물병자리   |
| 십이국   | 十二國   | 16      |            |
| 이주     | 離珠     | 5       |            |
| 포과     | 瓠瓜     | 5       | 돌고래자리 |
| 패과     | 敗瓜     | 5       |            |
| 천진     | 天津     | 9       | 백조자리   |
| 해중     | 奚仲     | 4       |            |
| 부광     | 扶筐     | 7       |            |

- 십이국: 12개의 별자리로 구성되어 있다. 이들은 춘추·전국시대의 나라 이름에 해당되며, 다음과 같다.

월(越), 동주·서주(周), 진(秦), 대(代), 진(晉), 한(韓), 위(魏), 초(楚), 연(燕), 제(齊), 조(趙), 정(鄭).

## 참고 문헌
- 권근 외, 《천상열차분야지도》, 서운관(書雲觀), 1395
- 이문규, 《고대 중국인이 바라본 하늘의 세계》, 문학과 지성사, 2000
- 이순지 저, 김수길·윤상철 역,《천문류초》, 대유학당, 1998
- 박창범, 《하늘에 새긴 우리역사》, 김영사, 2002